# Stanisław Dąbrowski (kajakarz)
Stanisław Dąbrowski (ur. 1943, zm. 29 listopada 2020) – polski zawodnik i trener kajakarstwa.
Jako zawodnik reprezentował barwy Czarnych Szczecin, w latach 1965–1966 zdobywając tytuł mistrza Polski w C-1 i C-2 na 1000 i 10 tys. metrów. Jako szkoleniowiec współpracował z trenerem Ryszardem Michalikiem przy szkoleniu reprezentacji  juniorów.   Od 1973 był trenerem koordynatorem klubu Dozamet, a następnie trenerem w Kajakarskim Klubie Sportowym w Nowej Soli. Wśród jego wychowanków był między innymi olimpijczyk Grzegorz Krawców. Dąbrowski był również wieloletnim prezesem Wodnego Ochotniczego Pogotowia Ratunkowego w Nowej Soli.